# Sven Ekedahl
Sven Wilhelm Ekedahl, född den 19 november 1879 i Femsjö församling, Jönköpings län, död den 20 augusti 1950 i Malmö, var en svensk jurist. Han var son till Wilhelm Ekedahl.
Ekedahl avlade mogenhetsexamen i Lund 1899, juridisk preliminärexamen 1902 och hovrättsexamen 1906. Han genomförde tingstjänstgöring i Villands och Östra Göinge domsaga 1908–1909. Ekedahl blev ledamot av Sveriges advokatsamfund 1912. Han var sekreterare i dess Skåneavdelning 1921–1926 och ledamot av samfundets nämnd 1935. Ekedahl var innehavare av Malmö juridiska byrå. Han var ombudsman och sekreterare i Malmö stads barnavårdsnämnd 1921–1941 och rättens ombudsman i konkurser i Malmö från 1934. Ekedahl vilar på Södra Ljunga kyrkogård.